# Twin Angel: Twinkle Paradise
Kaitō Tenshi Twin Angel (яп. 快盗天使ツインエンジェル Небесные воровки, близняшки-ангелочки) — манга, написанная и иллюстрированная Монако Сэрасаи. Впервые публиковалась издательством Kadokawa Shoten в ежемесячном журнале Shonen Ace с 2007 года. Была основана на патисуро (игрового автомата), выпущенный компаниями Trivy и Sammy. На основе игры студией Nomad были выпущены 2 OVA серии 18 сентября и 2 октября 2008 года. 
Позже студией J.C. Staff был выпущен аниме-сериал, который транслировался по телеканалу TV Kanagawa с 5 июля 2011 года по 20 сентября 2011 года.  Всего было выпущено 12 серий аниме.

## Сюжет
Действие разворачивается вокруг двух одноклассниц — Харуки и Аои. Они получают волшебные предметы — покетексы и теперь могут преобразовываться в боевых ангелов, главная цель которых борьба с ворами, которые пытаются украсть 7 ценных амулетов, способные генерировать мощную энергию. В городе девушки становятся известными, как Ангелы-близняшки. На их же защите и покровительстве стоит тайный защитник, известный как Туманная Ночь. Позже к девушкам присоединяется Куруми.

## Список персонажей
Харука Минадзуки (яп. 水無月 遥 Минадзуки Харука)
Сэйю: Юкари Тамура
Красный ангел. Одна из главных героинь истории. Очень энергичная и отзывчивая девушка. Она готова помогать людям, даже когда они не просят о помощи. С виду кажется, что она очень легкомысленная, но порой демонстрирует свою мудрость и знания. Во время битвы она использует свои сверх-человеческие силы и ноги, может летать с помощью реактивной энергии, извлекаемой из ног. Её ключевая атака — мощный удар торнадо.
Аой Каннадзуки (яп. 神無月 葵 Каннадзуки Аой)
Сэйю: Мамико Ното
Голубой ангел. Тихая и вежливая девушка с голубыми волосами. Родом из богатой и многоуважаемой семьи. Её бабушка является директором частной школы и бывшем боевым ангелом. Рядом с ней присутствует одноглазый воин дворецкий по имени Хэинодзё, который как правило появляется из ниоткуда. Она сражается с помощью магического лука и стрел, которые имеют разрушительную силу.
Куруми Хадзуки (яп. 葉月 クルミ Хадзуки Куруми)
Сэйю: Риэ Кугимия
Белый ангел. Двоюродная сестра Аои. Вредная девушка с сильным характером. Как правило гордится своей работой и Аои в качестве ангелов и часто бьёт Харуку, которую считает слишком слабой и грубой, чтобы быть партнёром Аои. Но позже дружится с ней. Он не использует покетен (устройство для трансформации) и сражается, используя пороховые кошки-бомбы.
Тесла Волет (яп. テスラ・ヴァイオレット Тэсра Вайорэтто)
Сэйю: Юи Хориэ
У неё длинные голубые волосы и она сражается, используя электрические разряды. Является старшим членом группы Близняшек-фантомов. В девять лет потеряла отца после аварии, сама же была спасена черным трейдером, который остался ей верным навсегда.
Юито Кисараги (яп. 如月 唯人) /
Туманный рыцарь (яп. ミスティナイト Мисути: Найто)
Сэйю: Нобуюки Хияма
Красивый и сильный. Он директор школы. Помогает тайно близняшкам-ангелам под именем туманного рыцаря. Его главным оружием являются синие розы (которые вероятно он вырезает из бумаги). Харука влюблена в него. Появляется внезапно, чтобы разрешить конфликт или оказать нужную помощь.
Нуан Томоти (яп. 戸持 娘 Томоти Нуан)
Сэйю: Рёка Юдзуки
Молодая зелёноволосая девушка, которая носит шапочку с кошачьими ушами. Очень неуклюжая девушка. Заботится о большой  магической саламандре. Ее имя буквально переводится как «Мяу».
Яёй Симмон (яп. 新門 弥生 Симмон Яёй)
Сэйю: Юкари Минэгиси
Член клуба редакторов школьной газеты, носит очки. Всегда пытается сфотографировать ангелов, но её фотографии получаются каждый раз размытыми или неточными.
Саломэ (яп. サロメ Саромэ)
Сэйю: Рёко Синтани
Светловолосая девушка в костюме готик-лолиты. Она была первым противником ангелов, прежде чем была уволена и сосланы на Южный полюс чёрным трейдером. Боролась, используя гигантских механических роботов. С ней рядом был слуга Александр, который влюблён в неё и готов пожертвовать собой ради благополучия хозяйки.
Сайдзё-сэнсэй (яп. 西条 先生 Сайдзё: сэнсэй)
Сэйю: Ю Асакава
Одинокая учительница из школы, где учатся главные героини. Ей почти 30 лет и она боится, что никогда не выйдет замуж. Позже её нанимает Чёрный трейдер. Очень сильный боец, и использует роботов. Несмотря на то что она очень заботливый и благородный человек, она избегает совершения какого-либо тяжкого преступления и даже восстанавливает разрушенные ей объекты. Влюбляется в черного трейдера, но отказывается с ним встречаться, так как понимает позже, что он не хороший человек.

## OVA
| 01 | Volume 1 | Сентябрь 18, 2008 |
| Харука и Аои охраняют статуи, выставленные на школьном фестивале. Однако злодей волшебник даёт знать, что ему нужны не статуи, а облигации близняшек-ангелов. Он нападает на них и уничтожает их Покетены (устройства, которые преобразовывают девушек). Аои нуждается в срочной госпитализации, а Харука сбегает. |          |                   |
| 02 | Volume 2 | Октябрь 2, 2008   |
| Харука чувствует себя виноватой, что сбежала, однако к ней на помощь приходит таинственный союзник — рыцарь тумана и Харука решает вернуться. Она в одиночку противостоит Барону, позже к ней присоединяются Аои и рыцарь тумана и они все вместе одерживают победу над злодеем.                                   |          |                   |

## Аниме
| #  | Название | Дата выхода       |
| -- | --- | ----------------- |
| 01 | That Does Not Even Deserve a Response! Enter: Twin Angel «Mondō Muyō! Tsuin Enjeru Tōjō» (問答無用! ツインエンジェル登場)             | July 5, 2011      |
| 02 | Beware of Theives! Stolen Poketen «Tōnan Chūi! Ubawareta Poketen» (盗難注意! うばわれたポケてん)                                      | Июль 12, 2011     |
| 03 | The Triumphant Debut of Hazuki Kurumi! «Iki Yōyō! Hazuki Kurumi Kenzan» (意気揚々! 葉月クルミ見参)                                    | Июль 19, 2011     |
| 04 | Sizzling Hot Photos! The Target is Twin Angel! «Gekisatsu Gekisha! Hyōteki wa Tsuin'enjeru» (激撮激写! 標的はツインエンジェル)        | Июль 26, 2011     |
| 05 | Passionate Love Warning! Senjou-sensei's Part-time Job «Netsuai Keihō! Saijō-sensei no Arubaito» (熱愛警報! 西条先生のアルバイト)     | Август 2, 2011    |
| 06 | Hot, Passionate Wind! Angel Hurricane «Jōnetsu Neppū! Enjeru Harikēn» (情熱熱風! エンジェルハリケーン)                                | Август 9, 2011    |
| 07 | Identity Unknown! Is Nyan's UMA a Good UMA!? «Shōtai Fumei! Musume (nyan) no UMA wa Yoi UMA!?» (正体不明! 娘(ニャン)のUMAは良いUMA!?) | Август 16, 2011   |
| 08 | The Path of Duty! Twin Sisters «Ebisu ken ichi-setsu (Iken Issetsu)! Futago no Shimai» (夷険一節(いけんいっせつ)! 双子の姉妹)         | Август 23, 2011   |
| 09 | Formidable Appearance! The Identity of Twin Phantom «Kyōteki Shutsugen! Tsuin Fantomu no Shōtai» (強敵出現! ツインファントムの正体)   | Август 30, 2011   |
| 10 | In One Stroke! One Rose Burning in the Darkness «Ikkikasei! Yami ni Moeru Bara Ichi-rin» (一気呵成! 闇に燃えるバラ一輪)               | Сентябрь 6, 2011  |
| 11 | Driven into a Corner!! The Wish of Each One «Zettaizetsumei! Sorezore no Omoi» (絶体絶命! それぞれの想い)                             | Сентябрь 13, 2011 |
| 12 | The Final Battle! Let's Get Everyone's Smiles Back «Saishū Kessen! Min'na no Egao o Torimodosu!» (最終決戦! みんなの笑顔を取り戻す!)  | Сентябрь 20, 2011 |